# Die Kunst im Deutschen Reich
Die Kunst im Deutschen Reich war die wichtigste Kunst-Zeitschrift in der Zeit des Nationalsozialismus. Sie erschien seit Januar 1937 als Die Kunst im Dritten Reich und wurde ab 1939 Die Kunst im Deutschen Reich benannt. Sie erschien monatlich bis September 1944; teilweise in Doppelfolgen, so z. B. anlässlich der Großen Deutschen Kunstausstellung.

## Varianten
Es gab zwei Ausgaben: 
- Die Ausgabe A enthielt Artikel und Fotografien zu Grafik, Malerei und Skulptur.
- Die Ausgabe B umfasste neben den Artikeln der Ausgabe A auch einen Sonderteil für Architektur, unter dem Titel „Die Baukunst“.

## Veränderungen
Die ersten sechs Hefte erschienen noch in einem kleinen Format. Ab der Doppelfolge Juli/August 1937 wurde die Zeitschrift in einem übergroßen Format von ca. 28 × 35 cm herausgegeben.
Von 1937 bis einschließlich der Ausgabe August 1939 wurde die Zeitung unter dem Titel „Die Kunst im Dritten Reich“ veröffentlicht. 
Die letzte Ausgabe war die Doppelfolge August/September 1944. Dieser war ebenfalls eine Doppelfolge (Juni/Juli 1944) vorangegangen. Interessant ist, dass auf beiden Deckblättern, der jeweils spätere Monat separat, wahrscheinlich nachträglich, ergänzt worden war – vermutlich aufgrund der Kriegslage.

## Impressum
Die Zeitschrift wurde von Alfred Rosenberg als Beauftragter des Führers für die Überwachung der gesamten geistigen und weltanschaulichen Schulung und Erziehung der NSDAP herausgegeben und erschien im Münchener Parteiverlag der NSDAP, dem Franz-Eher-Verlag. Hauptschriftleiter war der Kunstjournalist Robert Scholz, ab 1943 auch Leiter des Sonderstabes Bildende Kunst im Einsatzstab Reichsleiter Rosenberg.

## Inhalt
Jedes Heft hatte rund 30 bis 60 Seiten, mit einer Fülle zahlreicher meist ganzseitiger und teils farbiger Abbildungen, oft farbig illustriert. Ständiger künstlerischer Beirat der Zeitschrift waren Fritz Todt, Albert Speer, Richard Klein und Leonhard Gall.
Behandelt wurde die zeitgenössische sogenannte Deutsche Kunst und auch diejenige der verbündeten Nationen. Dabei fand nur die „Staatskunst“ der damaligen Zeit Erwähnung. Vor allem den Skulpturen von Arno Breker und Josef Thorak wurden viele Berichte gewidmet. Ausführlich wurde von der Großen Deutschen Kunstausstellung im Rahmen einer Doppelfolge berichtet.
Im Architekturteil wurde ausführlich über die Umgestaltung von Berlin zur Welthauptstadt Germania berichtet. In der Zeitschrift finden sich zahlreiche Fotos von Entwürfen und Modellen von Hitlers Staatsarchitekten Albert Speer.